# Rolls-Royce Cullinan
Pour les articles homonymes, voir Cullinan.
Le Rolls-Royce Cullinan est une automobile du constructeur automobile britannique Rolls-Royce, filiale du groupe allemand BMW. Elle est le premier SUV et le premier modèle à transmission intégrale de la marque.

## Présentation

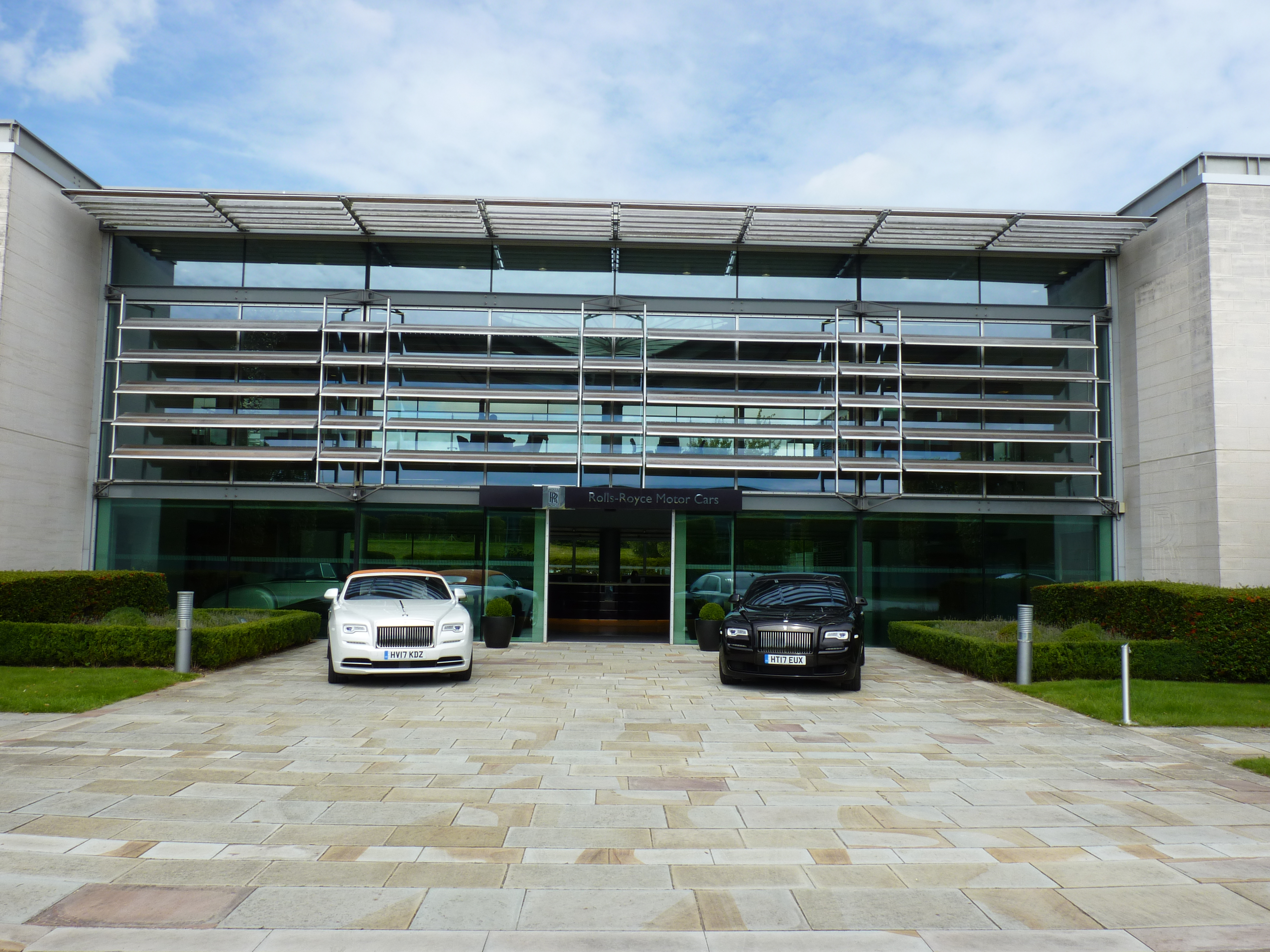
Rolls-Royce Cars Limited Goodwood.

Le Rolls-Royce Cullinan est présenté le 10 mai 2018 à Goodwood, dans le fief de la marque, puis exposé pour la première fois au public, du 22 au 24 juin 2018, au Concours d’élégance suisse dans les jardins du château de Coppet. Des images de prototypes du Cullinan, certaines provenant du constructeur anglais, avaient auparavant fuité sur la toile[réf. nécessaire] le montrant en test sur le Nürburgring, dans la neige, la boue ou les dunes.
Le Cullinan est le premier SUV de la marque au Spirit of Ecstasy. Son nom fait référence au  Cullinan qui est le plus gros diamant brut jamais découvert, en 1905 en Afrique du Sud. Rolls-Royce entre ainsi dans le cercle des constructeurs de luxe qui ont ajouté un SUV dans leur gamme, comme Lamborghini avec l'Urus, Maserati avec la Levante et Bentley avec son plus proche concurrent la Bentayga, et ceci avant Lotus en 2020 et Lagonda en 2021. Le Cullinan est néanmoins le plus grand SUV de luxe avec ses 5,34 mètres de long.
Le Cullinan est construit en Angleterre avec les autres modèles de la marque, au sein de l'usine de Goodwood, dans le Sussex de l'Ouest.
Cette nouvelle génération de Rolls-Royce révolutionne la production du constructeur , ainsi le Cullinan est le premier SUV de la marque, le premier 4 × 4, le premier véhicule avec un hayon, et la première à recevoir une banquette rabattable, une instrumentation numérique ou un écran tactile.

### Design

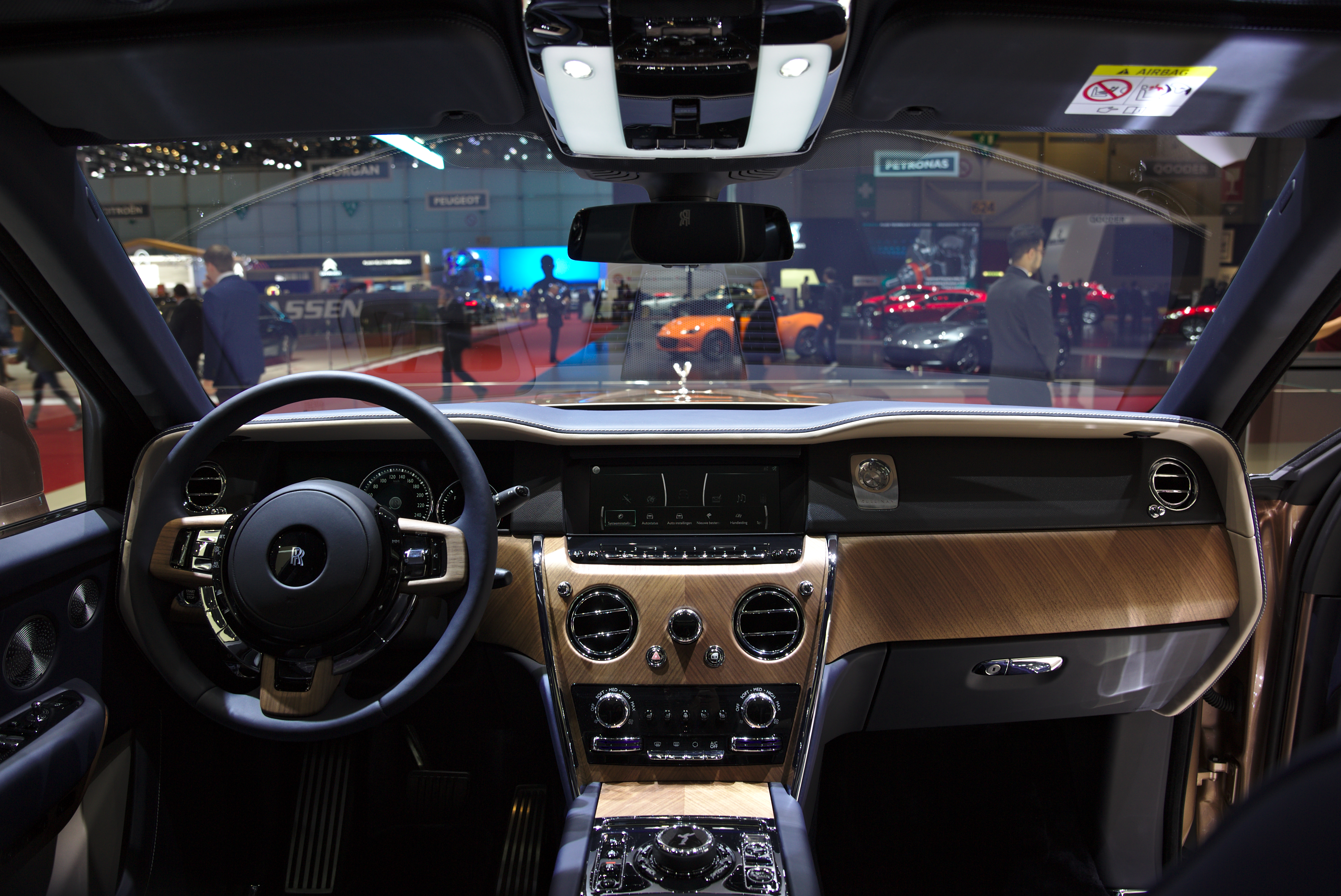
Vue intérieure.

Le SUV de Rolls-Royce conserve le design très géométrique des autres modèles de la marque et ses codes esthétiques, avec notamment sa calandre verticale caractéristique des Rolls-Royce surmontée du Spirit of Ecstasy, les feux avant et arrière rectangulaires proches de ceux de sa grande sœur la Rolls-Royce Phantom, et les portes antagonistes. Le design intérieur, toujours proche de la Phantom, ajoute une instrumentation 100 % numérique et un écran sur la planche de bord.

### Phase 2
La version restylée du Cullinan est présentée le 7 mai 2024. La face avant est totalement modifiée avec une nouvelle signature lumineuse et un nouveau spolier plus moderne.

## Caractéristiques techniques
Le Cullinan utilise une nouvelle plateforme en aluminium nommée « Architecture of Luxury » développée pour la Phantom VIII par la maison mère munichoise BMW. Il est doté de portes arrière à ouverture antagoniste et d'une carrosserie deux volumes, mais Rolls-Royce présente le Cullinan comme une trois volumes, celle-ci recevant une séparation vitrée entre la banquette arrière et le compartiment à bagages.
Le Rolls-Royce Cullinan est un Sport utility vehicle (SUV) à quatre roues motrices (transmission intégrale) et à quatre roues directrices. Elle est équipée de la suspension pneumatique « Magic Carpet Ride » et à l'arrêt elle se baisse de 4 cm pour faciliter l'accès à son bord à ses passagers, et à l'aide de sa transmission intégrale la Cullinan peut traverser des gués d'une hauteur pouvant atteindre 54 cm.

### Motorisation

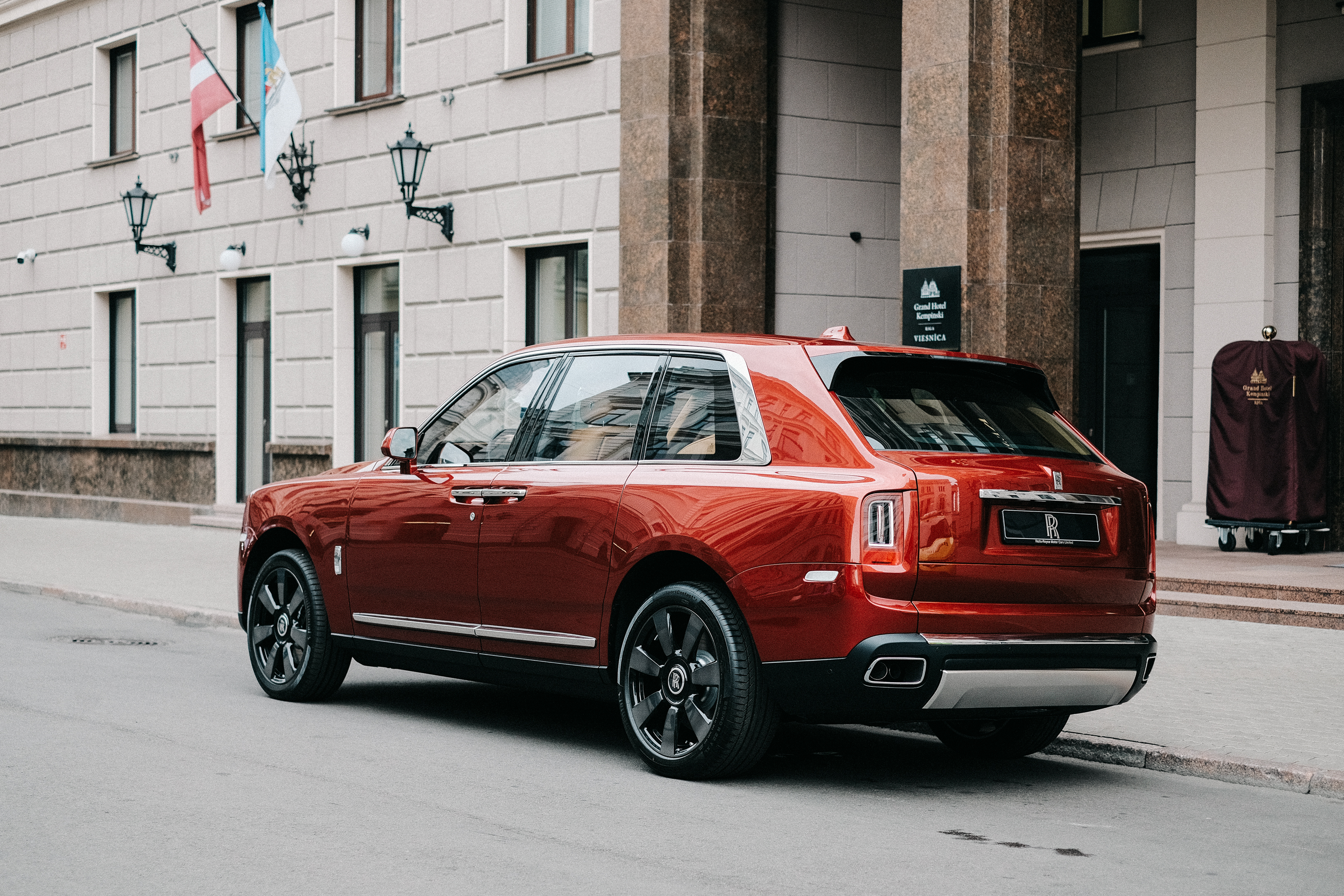
Vue de l'arrière.

Le SUV est motorisé par le moteur V12 bi-turbo de 6,75 litres développant 571 ch déjà installé dans les Rolls-Royce Ghost, Dawn et Wraith, et accouplé à une boîte de vitesses automatique ZF à huit rapports. Une version hybride rejoindra la version essence dans un second temps (mais pas de version Diesel).
|                                                      | Cullinan               | Cullinan Black Badge   |
| ---------------------------------------------------- | ---------------------- | ---------------------- |
| Architecture moteur                                  | 12 cylindres en V      | 12 cylindres en V      |
| Alimentation                                         | Biturbocompressé       | Biturbocompressé       |
| Cylindrée (cm³)                                      | 6 749                  | 6 749                  |
| Puissance maximale (ch)                              | 571                    | 600                    |
| au régime de (tr/min)                                | 5 000                  | 5 000                  |
| Couple maxi (N m)                                    | 850                    | 900                    |
| au régime de (tr/min)                                | 1 600                  | 1 600                  |
| Boîte de vitesses                                    | Automatique 8 rapports | Automatique 8 rapports |
| Vitesse maxi (km/h)                                  | 250                    | 250                    |
| 0-100 km/h (s)                                       | 5,2                    | 4,9                    |
| Consommation (en L/100 km) urbain/extra-urbain/mixte | 21,9/10,9/15,0         |                        |
| Émissions de CO2 (en g/km)                           | 341                    |                        |
| Capacité du réservoir (L)                            | 100                    | 100                    |
| Masse à vide (kg)                                    | 2 660                  | 2 660                  |
| Norme environnementale                               | Euro 6                 | Euro 6                 |

## Finition

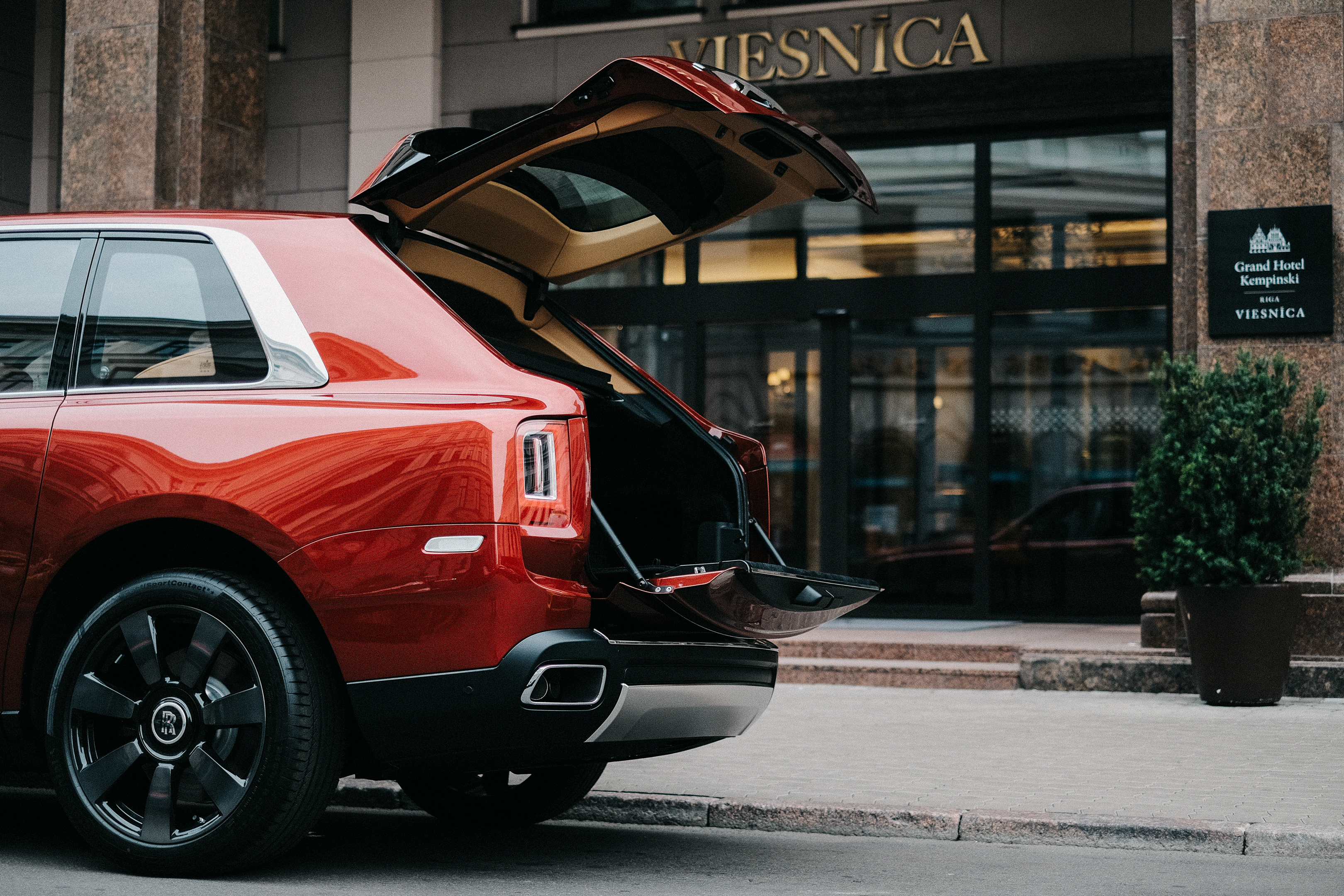
Coffre du Cullinan.

Le Cullinan est disponible avec une banquette arrière à trois places rabattable 1/3-2/3 ou avec deux sièges individuels. Le coffre a une capacité de 600 dm3 en version cinq-places et de 526 dm3 en quatre-places, pouvant aller jusqu'à 1 930 dm3 sièges rabattus.
Cette Rolls-Royce reçoit tous les derniers équipements technologiques de la production automobile : vision de nuit, système de détection des piétons, système anti-collision, régulateur de vitesse adaptatif, suspension pneumatique accouplée à une caméra et au GPS ... auxquels s'ajoute le module « Viewing Suite » qui permet de bénéficier de deux strapontins, à ouverture électrique, dans le coffre pour un pique-nique improvisé.

### Série spéciale
- Rolls Royce Cullinan Black Badge[15]